# André Labarthe
Pour l’article homonyme, voir André S. Labarthe.
Pour les articles homonymes, voir Labarthe.
André Labarthe, né le 26 janvier 1902 à Paris 4e
 et mort le 12 novembre 1967 à Paris 16e,, est un ingénieur et un homme de presse français. Membre de la France libre durant la Seconde Guerre mondiale, possible agent des services soviétiques, il est surtout connu pour la revue La France Libre, qu'il a fondée à Londres en 1940 et dirigée jusqu'à la fin de 1945, ainsi que pour son hostilité au général de Gaulle.

## Militant de gauche dans les années 1930
Fils d'une femme de ménage,, docteur ès sciences, il est assistant de physique mécanique à la faculté de Paris en 1931, puis attaché au département des recherches du ministère de l'Air. 
Antifasciste et sympathisant communiste, il se lie avec Pierre Cot, leader du Rassemblement universel pour la paix (RUP), à la suite d'un voyage en Espagne en août 1936. Ingénieur en chef du génie maritime, il est directeur du service technique de l'armement au ministère de l'Air entre 1936 et 1938, dans le cabinet de Pierre Cot. 
Il fait la connaissance de Jean Moulin au ministère et, d'après certains, se lie d'amitié avec lui.
En février 1938, il participe, à Londres, à une « Assemblée des peuples pour l'aide au peuple chinois » en compagnie de Frédéric Joliot-Curie et Jean Perrin.
Auteur en 1939 de La France devant la guerre. La balance des forces, essai comparatif sur le potentiel économique et militaire de la France et de l'Allemagne, il est nommé par le gouvernement Daladier directeur de l'Office des recherches et inventions, qui comprend le groupe des laboratoires du CNRS de Bellevue et la station nationale de recherches et d'expériences techniques, en 1940.

## La France Libre

### À Londres
Après la débâcle, il embarque à Bordeaux sur le Casamance, rejoignant Londres le 24 juin, et s'engage dans la France libre. En juillet, le général de Gaulle le nomme directeur du service de l'armement, dans son cabinet civil (composé de 7 services). En conflit avec le commandant Fontaine, alias Aristide Antoine, nommé par de Gaulle à la tête des services civils, qui lui adresse un blâme le 9 septembre, il est relevé de ses fonctions le 14. L'amiral Muselier, qui le soutient contre Fontaine, le fait alors nommer président du comité de perfectionnement des écoles de marine, poste qu'il quitte rapidement.

Dans son essai La France Libre de l'appel du 18 juin à la Libération, Jean-Louis Crémieux-Brilhac le décrit en ces termes : 

« Labarthe, trublion de la première France Libre, en est un des personnages les plus originaux. Trente-huit ans, un esprit brillant consumé de passion ; une ressemblance avec Robespierre qu'il cultive jusque dans le souci de l'élégance et dans le visage imperceptiblement poudré ; un don de séduction qu'entretient une flamme intérieure nourrie des souvenirs de la Révolution française et d'une enfance plébéienne dont il se fait gloire (sa mère était femme de ménage) ; mais d'abord, la capacité de parler de tout avec talent. »

### Création deLa France Libre
Au même moment, avec deux anciens du RUP, Martha Jansen-Lecoutre et Stanislas Szymanczyk (bientôt rejoints par Raymond Aron), et l'appui financier de l'Intelligence Service, il fonde la revue mensuelle La France Libre (domiciliée au 15 Queensbury Place, à Londres), qui est publiée de septembre 1940 à décembre 1946. Tirée à 10 000 exemplaires (elle passe de 8 000 exemplaires en 1940 à 25 000 à la Libération selon Thierry Cottour), cette revue se distingue par sa haute qualité intellectuelle et ses nombreux collaborateurs, parmi lesquels se distinguent Georges Bernanos, Albert Cohen, Ève Curie, Henri Focillon, Camille Huysmans, Jacques Maritain, Robert Marjolin, Jules Roy ou Herbert George Wells,. Très appréciée de la presse anglo-saxonne, une édition spéciale, mise au point à l'été 1943, est larguée sur la France par la Royal Air Force. À la même époque, la revue s'installe à Alger. Pour Labarthe, cette revue a pour mission d'entreprendre une « croisade des idées » pour lutter contre « l'acceptation morale de la défaite » et restaurer une civilisation fondée sur la « liberté humaine ». Suivent ensuite deux éditions au Caire et à New York (sous le nom de Tricolor, elle publie aussi des auteurs américains).

### Opposant de gauche à de Gaulle
Devenu une personnalité grâce à sa revue, il constitue bientôt, avec les dirigeants du journal France et du groupe Jean-Jaurès, ainsi que quelques proches de l'amiral Muselier, un groupe informel d'opposants « de gauche » au général de Gaulle. En septembre 1941, il est l'un de ceux qui conseillent à l'amiral Muselier de forcer de Gaulle à partager la direction de la France libre en créant un « comité exécutif de la France libre » présidé par le commandant des FNFL. Dans ce comité, Labarthe se chargerait de la Direction politique et de la Propagande (Action en France et dans l'Empire),. 
Après l'échec de cette tentative, il évolue vers un antigaullisme virulent, profitant du prestige de sa revue pour intriguer contre le chef de la France libre. Il contribue notamment à propager l'image d'un BCRA cagoulard.
Le 8 août 1942, dans l'émission Les Français parlent aux Français, diffusée par la BBC, il dénonce la déportation des Juifs et appelle à faire « la chaîne des braves gens », expliquant que « les Juifs de France sont placés sous la sauvegarde des Français ».
En avril 1943, avec Muselier, il choisit Giraud, qui le nomme secrétaire de l'Information le 7 mai, contre de Gaulle, et s'oppose à la fusion du Commandement en chef français civil et militaire avec la France combattante.
En juillet 1943, il gagne les États-Unis, où il tente de créer une revue en anglais et mène une campagne de dénigrement contre de Gaulle jusqu'à la fin de la guerre. Il est le seul journaliste français admis à assister à l'explosion de la bombe atomique américaine, à Bikini, en 1946 (Opération Crossroads).

### Un agent soviétique?
Labarthe a reconnu, selon Henri Frenay, entretenir des rapports avec les services de renseignement soviétiques dès 1935. Depuis sa mort, ces relations sont régulièrement évoquées par des témoins et des historiens,,,. Raymond Aron a, pour sa part, exprimé des doutes sur la question, de même qu'André Dewavrin, chef du BCRA et Pierre Marie Gallois, qui fut pendant cinq ans son voisin à Neuilly. 
Les accusations contre Labarthe sont reprises en 1987 par Peter Wright, ancien chef-adjoint du contre-espionnage britannique et Thierry Wolton, sur la base du déchiffrement des communications des services de renseignement soviétiques, émises de 1940 à 1948 (projet Venona). Selon Herbert Romerstein et Eric Breindel, les archives déclassifiées du projet Venona indiquent que Labarthe et sa secrétaire Martha Lecoutre ont été des agents soviétiques à partir de l'été 1940,,. Christopher Andrew et Oleg Gordievsky confirment que le réexamen des archives Venona au milieu des années 60 a révélé - tardivement - l'existence d'un groupe d'agents soviétiques, dont fait partie Labarthe sous le nom de code « Jérôme », au ministère de l'Air dès avant la guerre. Ces agents sont dirigés jusqu'en 1940 par un illégal du GRU nommé Henri Robinson. À Londres jusqu'en 1943, son contact est un contrôleur soviétique dont le nom de code est « Albert ». André Labarthe avoue sa qualité d'agent soviétique dès qu'il est interrogé par la DST. L'une des sources d'Andrew et Gordievsky est un document de la CIA publié en 1986 : The Rote Kapelle.
Il n'y a pas trace de poursuites engagées contre André Labarthe, décédé en novembre 1967.

## Journaliste scientifique après-guerre
À la Libération, il crée en 1947 Constellation, qui doit prendre la place de L'Illustration, mais elle ne compte que deux numéros, victime de la concurrence de Réalités, un titre issu du mouvement de résistance Défense de la France. Et la même année il publie chez René Julliard un livre de futurologie intitulé La vie commence demain dans lequel il développe ce qu'on peut attendre de l'émergence des nouvelles technologies en matière de vitesse, d'automatisme et d'énergie. La cinéaste Nicole Vedrès reprendra mot pour mot le titre de ce livre pour réaliser un long-métrage documentaire éponyme, La vie commence demain (1950), donnant à André Labarthe lui-même le rôle d'un journaliste.
Devant la mode des digests qui a gagné la France depuis quelques mois, André Labarthe ressuscite avec Martha Lecoutre, en mai 1948, Constellation, qui devient un concurrent de Sélection du Reader's Digest. Cette publication, qu'il dirige jusqu'en 1964, est soutenue par les autorités françaises; elle atteint 600 000 exemplaires dans les années 1950 et accueille des auteurs comme Boris Vian, Yves Gibeau ou Pierre Accoce. Puis il prend la tête du mensuel Science et Vie, qu'il dirige jusqu'à sa mort. En 1955, l'Association des journalistes scientifiques de la presse d'information (AJSPI) qui vient d'être créée, l'élit comme son premier président, fonction qu'il occupe jusqu'en 1967. 
Pour l'ORTF, il produit, avec Pierre Viallet à la réalisation, des films documentaires de treize minutes chacun, Henri Becquerel en 1956, Paul Langevin en 1957 et Curie (sur Pierre et Marie Curie) en 1964, diffusés dans la collection « Les bâtisseurs du monde ».

## Œuvres
- Nouvelles Méthodes de mesures mécaniques, (préface de H. Béghin), Paris, Gauthier-Villars & Blondel La Rougery, 1936, 268 p.
- La France devant la guerre La balance des forces (préface du général Prételat), Paris, Bernard Grasset, 1939, 247 p.
- Retour au feu, New York, Éditions de la Maison française, 1943, 283 p.
- Statu quo de la peur, Paris, Éditions Défense de la France, 1946, 189 p.
- La Vie commence demain, Paris, René Julliard, 1947, 271 p.
- De la bombe atomique au sérum Bogomolotz[N 10], conférence prononcée par André Labarthe le 17 février 1950, au théâtre Marigny (Paris), Paris, Société de papeterie et d'imprimerie de Grenelle, 1951, 25 p.
- Document sur le pétrole du Sahara (supplément à Constellation, no 107, mars 1957), Paris, Imprimerie centrale commerciale, 1957, 98 p.

## Filmographie
En tant que lui-même
- 1950 : La vie commence demain de Nicole Vedrès